# Juraj Kolník
Juraj Kolník (* 13. November 1980 in Nitra, Tschechoslowakei) ist ein ehemaliger slowakisch-kanadischer Eishockeyspieler, der mit der Slowakei an zwei Weltmeisterschaften teilnahm. In der National Hockey League absolvierte er insgesamt 250 Spiele für die New York Islanders und die Florida Panthers.

## Karriere
Juraj Kolník begann seine Karriere als Eishockeyspieler in seiner Heimatstadt in der Nachwuchsabteilung des MHC Nitra, für dessen Profimannschaft er in der Saison 1997/98 sein Debüt in der Extraliga gab. Anschließend spielte der Flügelspieler zwei Jahre lang in der kanadischen Juniorenliga QMJHL. Nachdem er zunächst bei den Remparts de Québec, die ihn beim CHL Import Draft 1998 in der ersten Runde an insgesamt 44. Position gezogen hatten, spielte, wechselte er noch Ende 1998 zum Ligarivalen Océanic de Rimouski. Mit seiner Mannschaft gewann er in der Saison 1999/2000 zunächst die Coupe du Président, die QMJHL-Meisterschaft, und anschließend den Memorial Cup, die Meisterschaft der Canadian Hockey League. An beiden Erfolgen hatte er großen Anteil. Zunächst erzielte er in insgesamt 61 QMJHL-Spielen 133 Scorerpunkte und anschließend wurde er in das All-Star Team des Memorial Cups gewählt. 
Von 2000 bis 2002 stand Kolník bei den New York Islanders unter Vertrag, die ihn im NHL Entry Draft 1999 in der vierten Runde als insgesamt 101. Spieler ausgewählt hatten. Neben seinen Einsätzen in der National Hockey League lief er in diesem Zeitraum für die Lowell Lock Monsters, Springfield Falcons und Bridgeport Sound Tigers in der American Hockey League auf, wobei er mit Bridgeport in der Saison 2001/02 erst im Playoff-Finale um den Calder Cup an den Chicago Wolves scheiterte. Von 2002 bis 2007 ging der Linksschütze für die Florida Panthers in der NHL auf Torejagd, wobei er in seinen ersten drei Spielzeiten parallel in deren AHL-Farmteam San Antonio Rampage eingesetzt wurde, für das er während des Lockouts in der Saison 2004/05 ausschließlich spielte. Von 2005 bis 2007 kam er nur noch in der NHL für die Panthers zum Einsatz. 
Von 2007 bis 2010 spielte Kolník in der Schweizer National League A für den Genève-Servette HC. Dort war er einer der stärksten Spieler der gesamten Liga und wurde 2008 und 2009 jeweils in das All-Star Team berufen. Des Weiteren war er in diesen beiden Jahren jeweils bester Vorlagengeber der Liga und 2009 zusätzlich auch noch Topscorer. Beim Spengler Cup 2009 wurde er ebenfalls in das All-Star Team berufen. Aufgrund seiner starken Leistungen in der Schweiz wurde der Nationalspieler zur Saison 2010/11 vom OHK Dynamo aus der Kontinentalen Hockey-Liga verpflichtet. Für die Mannschaft bestritt er allerdings nur acht Spiele, in denen er ein Tor und vier Vorlagen erzielte. Im November 2011 wurde sein Vertrag beim OHK Dynamo im beiderseitigen Einvernehmen aufgelöst, woraufhin er Ende Januar 2012 zu den ZSC Lions in die Schweizer National League A wechselte.
In der Saison 2012/13 stürmte er für die Rapperswil-Jona Lakers in der National League A. Nachdem der Vertrag bei den Lakers zum Ende der Spielzeit nicht verlängert worden war, wechselte Kolník in die National League B zu den SCL Tigers. Bei den Tigers kam er aufgrund von Verletzungen nur unregelmäßig zum Einsatz und wurde teils als überzähliger Ausländer nicht eingesetzt. 2014/15 spielte er für die Laval Prédateurs in der Ligue Nord-Américaine de Hockey und wurde am Saisonende zum Most Gentleman Player gewählt. Anschließend wechselte er zu den Nottingham Panthers und gewann mit den Engländern 2016 die Playoffs und den Challenge-Cup der Elite Ice Hockey League. Er selbst wurde in das First All-Star-Team der Liga gewählt. 2016 kehrte er in die Ligue Nord-Américaine de Hockey zurück, die er mit den Marquis de Jonquière 2017 gewinnen konnte. 2018 beendete er seine Karriere.

### International
Für die Slowakei nahm Kolník an der U18-Junioren-Weltmeisterschaft 1998, der U20-Junioren-Weltmeisterschaft 2000, sowie den Weltmeisterschaften 2004 und 2008 teil.

## Erfolge und Auszeichnungen
| - 2000 Coupe-du-Président-Gewinn mit den Rimouski Océanic - 2000 Memorial-Cup-Gewinn mit den Océanic de Rimouski - 2000 Memorial Cup All-Star Team - 2008 NLA All-Star-Team - 2008 Bester Torvorbereiter der NLA - 2009 NLA All-Star-Team - 2009 Bester Torvorbereiter der NLA | - 2009 PostFinance Top Scorer - 2009 Spengler Cup All-Star-Team - 2012 Schweizer Meister mit den ZSC Lions - 2015 Most Gentleman Player der Ligue Nord-Américaine de Hockey - 2016 Gewinn der Playoffs und des Challenge-Cups der Elite Ice Hockey League - 2016 First All-Star-Team der Elite Ice Hockey League - 2017 Gewinn der Ligue Nord-Américaine de Hockey mit den Marquis de Jonquière |

## Statistik
(Stand: Ende der Saison 2010/11)